# فرایند تعادلی
فرآیند تعادلی (به انگلیسی: Equilibrium Process) انتقال از یک حالت سیستم به حالت دیگر آن است. اگر دو سطح اولیه و ثانویه در یک سیستم یکسان باشد تعادل در آن سیستم برقرار است. فرآیند تعادلی می‌تواند با رخ دادن یک واکنش شیمیایی حاصل شود.
فرآیند تعادلی وقتی رخ می‌دهد که سیستم به سمت تعادل برود یعنی هنوز سیستم در تعادل نیست درحالی که وقتی تعادل شیمیایی حاصل می‌شود سیستم در تعادل است و نیازی در به تعادل رساندن آن نیست.